# Spe salvi
Spe salvi (hrv. U nadi smo spašeni) druga je enciklika pape Benedikta XVI. proglašena 30. studenog 2007. godine, o teološkom temelju nade. Benedikt XVI. sustavno je dotakao tri bogoslovne kreposti: ljubav u enciklici iz 2005. Deus caritas est (Bog je ljubav), nadu u ovoj enciklici, i vjeru u enciklici iz 2013. Lumen fidei (Svjetlo vjere).

## Sadržaj
Enciklika sadrži više od 18.900 riječi, podijeljenih u pedeset stavaka, i organiziranih u uvod i osam poglavlja.
Papa Benedikt XVI. prati odnos između kršćanskog koncepta nade i otkupljenja. Prvih šest poglavlja su teološke naravi, ali često koriste povijesne primjere za označavanje aplikacija u svakodnevnom životu. Benedikt počinje citirajući sv. Pavla podsjetnikom na rane crkvene zajednice prije prelaska na kršćanstvo, "bez nade bijaste i neznabošci na svijetu" (Poslanica Efežanima 2,12). Benedikt XVI. opisuje kršćansku nadu kao transformativnu, jer nudi sigurnost da "život ne završava u praznini". 
Benedikt XVI. spominje životnu priču sv. Josephine Bakhite kao primjer kontrasta između prethodnoga, poganskoga načina života i nove nade kršćanskoga života. Josephine, afrička svetica živjela je vrlo teško kao ropkinja, a kasnije je prešla na katoličku vjeru, nakon pronalaženja velike nade, koja ju je "otkupila". Provela je ostatak svoga života kao redovnica, propovijedajući diljem Italije. Proglašena je sveticom 2000. godine.
Papa je u enciklici naveo kako se sjeća da je kao dijete promatrao sunce, mjesec, zvijezde, i sve lijepe stvari prirode, i pitao se "tko je gospodar svega?". Sam je osjećao žarku želju, da ga vidi, upozna ga i oda mu počast. 
Papa poručuje modernomu čovjeku da je sada, nakon višestoljetnih iskustava prosvjetiteljstva koja su nam pokazala da razum, sloboda i revolucija nisu dostatni, vrijeme da se čovjek otvori vjeri, vjeri koja ne niječe razum i slobodu, nego im daje usmjerenje i smisao.

## Vanjske poveznice
Mrežna mjesta
- Kratki prikaz nove enciklike »Spe salvi« pape Benedikta XVI.  Arhivirana inačica izvorne stranice od 21. kolovoza 2021. (Wayback Machine), dubrovnik.hbk.hr
- Tekst enciklike na raznim jezicima na službenim vatikanskim internet stranicama